# Мјуз (Пенсилванија)
Мјуз (енгл. Muse) насељено је место без административног статуса у америчкој савезној држави Пенсилванија.

## Демографија
По попису из 2010. године број становника је 2.504.
| Група             | 2000.    | 2010.         |
| Белци             | 0 (0,0%) | 2.402 (95,9%) |
| Афроамериканци    | 0 (0,0%) | 35 (1,4%)     |
| Азијати           | 0 (0,0%) | 24 (1,0%)     |
| Хиспаноамериканци | 0 (0,0%) | 16 (0,6%)     |
| Укупно            | 0        | 2.504         |